# BV-2115
La BV-2115, o carretera del Foix, es una carretera de acceso a la ciudad de Villanueva y Geltrú desde la C-32. La carretera no acaba su recorrido en la C-32, sino que sigue hacia Castellet y Gornal. 
La carretera inicia su recorrido en la Ronda Ibérica de Villanueva y Geltrú. Su primera salida enlaza con la C-31 en dirección Sitges/Barcelona y en dirección Cubellas/Tarragona. En 1,3 km más, se llega a la rotonda del Vilanova Park, el camping del norte de Villanueva. En otros 1,3 km adelante, se llega a la C-32. Allí, solo se puede acceder en dirección Tarragona/Lérida, ya que no hay entrada en dirección Barcelona. La salida de la C-32 para acceder a la BV-2115 es la número 16.
Al pasar la C-32, la carretera va por el lado izquierdo del río Foix hasta alcanzar el pueblo de Castellet y Gornal. El tramo desde la C-32 hasta Castellet son de 10,2 km. En finalizar la carretera, empieza la TP-2115 hasta Arbós.

## Enlaces
| Salida | Sentido Villanueva y Geltrú (descendente) | Sentido C-32 (ascendente)           | Carretera     |
| ------ | ----------------------------------------- | ----------------------------------- | ------------- |
| 0      | Fin de la carretera ' BV-2115 '           | Inicio de la carretera ' BV-2115    | Ronda Ibérica |
| 1      | Cubellas/Tarragona/Sitges/Barcelona       | Cubellas/Tarragona/Sitges/Barcelona | C-31          |
| 2      | -                                         | Vilanova Park                       | -             |
| 3      | C-32 Tarragona/Lérida                     | -                                   | C-32          |
| -      | Inicio de la carretera ' BV-2115 '        | Fin de la carretera ' BV-2115 '     | BV-2115       |

- Datos: Q18649835
- Multimedia: BV-2115 / Q18649835